# Alda (stripalbum)
Alda is het vijfde stripalbum uit de reeks De torens van Schemerwoude. Het vijfde deel verscheen bij uitgeverij Arboris in 1989. Het album is geschreven en getekend door Hermann Huppen.

## Inhoud
Het grondgebied van heer Yvon van Portel is één grote woestenij. Eenzaam in zijn kasteel is de oude man volledig in de ban van de perverse Guillaumette, terwijl zijn trouwste dienaar verdachte betrekkingen met een bende dieven onderhoudt. In de drukkende atmosfeer die in deze contreien heerst, zal Aymar van Schemerwoude een stoet van vrijgevochten karakters ontmoeten waaronder Alda, een trotse, onafhankelijke vrouw.